# Casa Pernalle
La Casa Pernalle és una obra de la Vall de Boí (Alta Ribagorça) inclosa a l'Inventari del Patrimoni Arquitectònic de Catalunya.

## Descripció
Casa pagesa de muntanya amb tots els seus components agrupats constituint un únic volum.
L'habitatge, situat al costat nord, proper al camí de Caldes, és de planta rectangular amb baixos i dos pisos i coberta a quatre vessants. Les façanes estan estucades de color blanc. Actualment funciona com a "Residència Casa de Pagès".
El cobert i el paller formen un únic cos cobert a dos vessants i adossat al costat sud de l'habitatge. Hi destaquen els tancaments de fusta del costat oest del cobert i la porta de la cort a la façana sud.
A ambdós costats hi ha cossos annexes de construcció recent, coberts amb fibrociment, que en desvirtuen la imatge.